# Kurt Oberdorffer
Kurt Oberdorffer (28. dubna 1900 Šluknov – 10. listopadu 1980 Traunreut, Bavorsko) byl sudetoněmecký historik a archivář.

## Životopis
Kurt Oberdorffer se narodil 28. dubna 1900 ve Šluknově, odkud se s rodiči v roce 1908 přestěhoval do Prahy. V roce 1918 ukončil státní reálné gymnázium ve Štěpánské ulici maturitou a nastoupil jako posluchač na filozofickou fakultu německé univerzity, kde studoval dějiny a pomocné vědy historické. Od roku 1921 pokračoval ve studiu na Vídeňské univerzitě a souběžně začal studovat na Ústavu pro rakouský dějezpyt, který dokončil v roce 1924. V tomto roce se stal městským archivářem v Mostě a správcem tamního muzea. V této funkci působil až do roku 1938.
V meziválečném období byl Oberdorffer od roku 1933 aktivní v Sudetoněmecké straně a známý jako sudetoněmecký historik. Za Henleinovu stranu udržoval kontakty s vedoucími Volkstumswissenschaftern v Německé říši. Byl rovněž napojen na Sicherheitsdienst před připojením pohraničí k Německé říši.
Během druhé světové války byl vůdčí silou ve vedení Sudetoněmeckého ústavu pro výzkum domoviny v Liberci. S Rudolfem Schreiberem vedl Kurt Oberdorffer Zeitschrift für Sudetendeutsche Geschichte. V roce 1939 začala jeho kariéra v SS jako SS-Sturmbannführer v Liberci. Ve stejném roce vstoupil do NSDAP. Od roku 1940 do konce války vedl oddělení pro kulturu a vědu Říšské župy sudetské. Od roku 1942 byl činný v hlavním školicím úřadě SS v Berlíně a roku 1943 se stal zástupcem říšského komisaře.
Po válce patřil Oberdorffer od roku 1950 k Herderovu Institutu v Marburgu. V letech 1953–1963 působil jako ředitel muzea a městského archivu v Ludwigshafenu. Kurt Oberdorffer, Bruno Schier, Eugen Lemberg, Hermann Aubin, Josef Hanika a Wilhelm Weizsäcker společně založili v Marburgu v roce 1950 Wissenschaftsnetzwerk nationalsozialistischer Ostforscher. Kurt Oberdorffer se koncem 50. let rovněž spolupodílel na založení spolku Collegium Carolinum a stal se jeho předsedou.
Oberdorffer byl v letech 1955–1968 i přes svou nacistickou minulost předsedou Historické komise Sudetských zemí.